# Manifeste des 2300
Le manifeste des 2 300 (en espagnol : Manifiesto de los 2.300) est un manifeste publié en mars 1981 dans le journal espagnol Diario 16 et signé par 2 300 intellectuels et autres professionnels vivant et travaillant en Catalogne, dans lequel ces derniers exprimaient leur rejet de la politique linguistique menée par la Generalitat de Catalogne et dénonçaient ce qui constituait selon eux une « intention manifeste de faire du catalan la seule langue officielle de Catalogne », en mettant le castillan à la marge des espaces officiels et publics,.

## Présentation
Parmi les signataires figuraient Amando de Miguel, Carlos Sahagún, Federico Jiménez Losantos et Alberto Cardín.
Le manifeste entraîna la réaction d'un collectif militant baptisé « La Crida » (« L'appel ») appelant à la « solidarité pour la défense de la langue, la culture et la nation catalanes ».
En raison de son soutien au manifeste, Jiménez Losantos fut séquestré pendant environ deux heures par le groupe terroriste catalan Terra Lliure le 21 mai, et reçu une balle tirée dans la jambe,.